# عقد وظيفي
عقد وظيفي هو عقد يتطلب من الموظف أن يستمر في العمل لصالح صاحب العمل لفترة محددة وعلى وجه الخطأ يواجه غرامة مالية يتحصلها صاحب العمل. هذه العقود والسندات الضمان المرتبطة بها مشابهة للعبودية المرتبطة بعقد الخدمة أو العبودية المسقطة حيث يتلقى الموظفون تعويضا ماليا ولكنهم غير مسموح لهم بترك عملهم إلا في ظروف محددة. ومع ذلك بشكل عام العقوبة الوحيدة لانتهاك العقد هي دفع مبلغ السند.

## الشرعية

### الهند
قضية توشنيوال براذرز ذ.م.م مقابل إيسوار براساد وآخرين التي تمت الحكم عليها في عام 1996 تشرح شرعية سندات التوظيف في الهند. تنص على أنه وفقا لقانون العقود الهندي لعام 1872 العقود التي تتطلب من الموظف دفع سند إذا استقال من وظيفته قبل الأوان هي قانونية وقابلة للتنفيذ على الأقل في الحالات التي يتحمل فيها أصحاب العمل مصاريف مثل التدريب للموظف. تشير القضية إلى قضية المحكمة العليا للهند عام 1973 اتحاد الهند مقابل شركة رامبور ديستيلري وكيميائيات المحدودة التي أكدت أن سند الضمان لصالح حكومة الهند لضمان تسليم بعض الروم غير قابل للتنفيذ لأن الحكومة لم تظهر خسارة فعلية بالإضافة إلى حالات أخرى لتحديد إلزامية السند إلى الحالات التي يعاني فيها صاحب العمل من خسارة قابلة للتمييز. وفي حالة ذات صلة في عام 1995 في المحكمة العالية في مدراس بي. ناجاراجان مقابل شركة ساوثرن ستركتشرالز المحدودة تؤكد تحديد التعويضات المستحقة وفقا للخسارة التي تم تعانيها حتى في حالة وجود بند تعويضات محددة. لا يمكن أن يأمر المحكمة الموظف بالعودة للعمل لصالح صاحب العمل السابق بعد الاستقالة ويمكن فقط أن يتم الحكم على إصابته بفقدان السند.

### بولندا
ينص المادة 65 من الدستور البولندي على مبدأ حرية العمل والذي يتضمن حرية إنهاء علاقة العمل ومنع العمل الإجباري. نتيجة لذلك يمنع قانون العمل البولندي بأي وسيلة تقييد الحقوق القانونية للموظفين في إنهاء عقد العمل. في بولندا يتم تحديد فترات إشعار إنهاء العمل بواسطة قانون العمل ولا يجوز تعديلها بوساطة اتفاق العمل بين الطرفين. وعلى وجه الخصوص يُحظر إقرار عقوبات مالية على إنهاء عقد العمل. هناك استثناء واحد موجود في المادة 103 (5) من قانون العمل البولندي الذي يسمح بفرض التزام على الموظف بالعمل لصالح صاحب العمل لفترة لا تتجاوز 3 سنوات من خلال عقد تدريب خاص وذلك فقط عندما يستثمر صاحب العمل في تدريب أو تعليم الموظف. في حالة إنهاء العقد مبكرا من قبل الموظف يمكن لصاحب العمل المطالبة بدفع تعويض يجب أن يُخفض بنسبة متناسبة مع الفترة المتبقية حتى نهاية فترة الالتزام بالعمل المتفق عليها.

### الولايات المتحدة
تُعتبر المطالبات بأداء محدد في عقود الخدمات الشخصية (أي البقاء في العمل) عموما غير قابلة للتنفيذ بموجب التعديل الثالث عشر لدستور الولايات المتحدة. ومع ذلك فإن إمكانية دفع تعويضات بموجب هذه العقود تتفاوت حسب الصناعة والظروف الخاصة بالصناعة. على سبيل المثال في صناعة الموسيقى يمكن تنفيذ اتفاقية العمل لصالح شركة تسجيل معينة ويمكن أن تؤدي إلى منح تعويضات. على الرغم من أن هذه الاتفاقية ليست بالضرورة اتفاقية عمل إلا أنها اتفاقية خدمات شخصية ولا يتوفر أداء محدد كوسيلة تعويضية بسبب التعديل الثالث عشر.
توصل تحقيق في عام 2023 إلى أن بنود TRAP (أي بنود اتفاقية استعادة تكاليف التدريب) التي تنص على أن تدفع تكاليف التدريب في مكان العمل من قبل الموظف أصبحت أكثر شيوعا في الولايات المتحدة مما كانت عليه في العقود السابقة. يُطلب من الموظفين دفع رسوم في حالة الاستقالة قبل الموعد المتفق عليه في نظرية استرداد تكاليف التدريب والتوظيف من قبل صاحب العمل على الرغم من أنه في بعض الحالات تم اعتراض هذه الرسوم بسبب اعتبارها مرتفعة بشكل معاقب.